# Martinus Hansson Holtz
Martinus (Mårten) Hansson Holtz, född på 1600-talet, död 24 april 1709 i Kalmar, var en svensk domkyrkoorganist.

## Biografi
Martinus Hansson Holtz blev 26 oktober 1687 domkyrkoorganist i Kalmar stadsförsamling på rekommendationer av hovkapellmästaren Gustaf Düben i Stockholm. Han hade en lön på 400 daler kopparmynt per år som nedsattes år 1699 till 300 daler kopparmynt per år. Holtz avled 1709 i Kalmar.

### Familj
Holtz var gift med en hustru (död 1710). De fick tillsammans barnen Margareta Holtz (1703–1704), Sofia Holtz (1705–1710) och Alexander Holtz (1707–1709).